# Nogometni kup Republike Srpske
Nogometni kup Republike Srpske je nogometno kup natjecanje za klubove na području Republike Srpske od sezone 1993./94., a organizira ga Nogometni savez Republike Srpske. 

Do sezone 1999./2000. je to bio jedini kup za klubove iz Republike Srpske, a od sezone 2000./01. sudjeluju i u državnom kupu. 

U šesnaestinu završnice kupa se izravno plasiraju klubovi koji su sudionici Premijer lige BiH i Prve lige Republike Srpske. Klubovi iz nižih liga se u Kup RS-a plasiraju preko područnih kupova.

## Završnice Kupa RS
| sezona    | pobjednik                | rezultat završnice  | poraženi                   |
| --------- | ------------------------ | ------------------- | -------------------------- |
| 1993./94. | Kozara Bosanska Gradiška | 0:0 (7:6 11 m)      | Sloga Doboj                |
| 1994./95. | Borac Banja Luka         | 3:2, 2:2            | Rudar Prijedor             |
| 1995./96. | Borac Banja Luka         | 1:0, 1:2            | Jedinstvo Brčko            |
| 1996./97. | Sloga Trn                | 1:0                 | Sarajevo (Pale - Višegrad) |
| 1997./98. | Rudar Ugljevik           | 0:0 (4:2 11 m)      | Boksit Milići              |
| 1998./99. | Rudar Ugljevik           | 0:0 (4:3 11 m)      | Sloga Trn                  |
| 1999./00. | Kozara Bosanska Gradiška | 1:0                 | Sloboda Bosanski Novi      |
| 2000./01. | Kozara Bosanska Gradiška | 3:0                 | Boksit Milići              |
| 2001./02. | Leotar Trebinje          | 2:1                 | Kozara Bosanska Gradiška   |
| 2002./03. | Jedinstvo Brčko          | 1:0                 | Modriča Maxima             |
| 2003./04. | Leotar Trebinje          | 0:0 (6:5 11 m)      | Modriča Maxima             |
| 2004./05. | Jedinstvo Brčko          | 3:2                 | Sloga Doboj                |
| 2005./06. | Slavija Istočno Sarajevo | 3:2                 | Rudar Prijedor             |
| 2006./07. | Modriča Maxima           | 2:1                 | Radnik Bijeljina           |
| 2007./08. | Slavija Istočno Sarajevo | 3:2                 | Borac Banja Luka           |
| 2008./09. | Borac Banja Luka         | 4:0                 | Radnik Bijeljina           |
| 2009./10. | Radnik Bijeljina         | 1:0, 1:2            | Kozara Bosanska Gradiška   |
| 2010./11. | Borac Banja Luka         | 2:0                 | Radnik Bijeljina           |
| 2011./12. | Borac Banja Luka         | 0:0 (3:1 11 m)      | Sloboda Mrkonjić Grad      |
| 2012./13. | Radnik Bijeljina         | 0:1, 1:0 (4:2 11 m) | Borac Banja Luka           |
| 2013./14. | Radnik Bijeljina         | 0:0 (5:3 11 m)      | Rudar Prijedor             |
| 2014./15. | Rudar Prijedor           | 2:1, 2:0            | Krupa (Krupa na Vrbasu)    |
| 2015./16. | Radnik Bijeljina         | 3:2                 | Sloboda Bosanski Novi      |
| 2016./17. | Radnik Bijeljina         | 2:0, 2:1            | Leotar Trebinje            |
| 2017./18. | Radnik Bijeljina         | 1:1 (6:5 11 m)      | Krupa (Krupa na Vrbasu)    |
| 2018./19. | Radnik Bijeljina         | 3:1                 | Krupa (Krupa na Vrbasu)    |

## Poveznice
- Nogometni savez Republike Srpske  Arhivirana inačica izvorne stranice od 4. studenoga 2016. (Wayback Machine)
- Nogometni kup Bosne i Hercegovine
- Nogometni kup Federacije BiH
- Kup NS BiH (1994. – 2000.)
- Nogometni kup Herceg-Bosne
- Prva liga Republike Srpske